# 헨리 호퍼
헨리 호퍼(Henry Hopper, 1990년 9월 11일 ~ )는 미국의 배우이다.

## 출연 작품
- 돈 컴 백 프롬 더 문 (2017)
- 요세미티 (2015)
- 더 컬러 오브 타임 (2012)
- 레스트리스 (2011)